# لشکر ۱۶ قدس

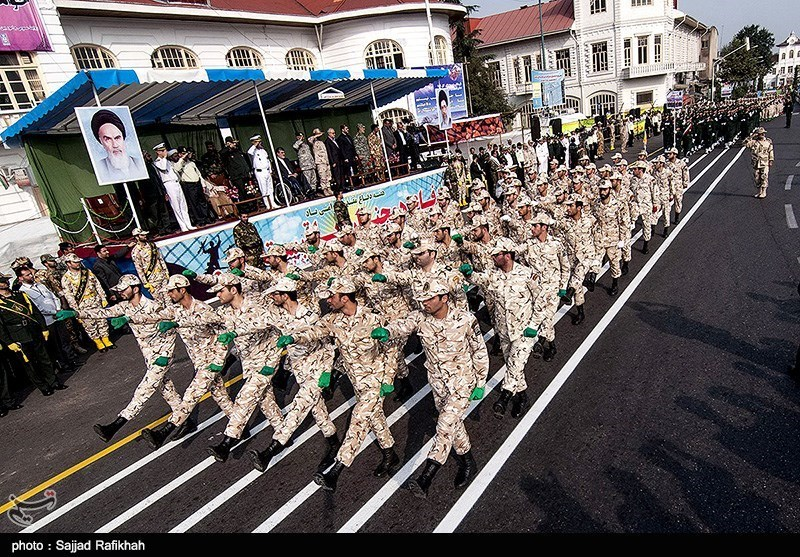
رژه نیروهای لشکر ۱۶ قدس در سال ۱۳۹۱ به‌مناسبت سالگرد جنگ ایران و عراق، رشت

لشکر عملیاتی ۱۶ قدس یا به اختصار لشکر ۱۶ قدس از لشکرهای پیاده‌نظام نیروی زمینی سپاه پاسداران انقلاب اسلامی و تحت امر قرارگاه غدیر است، که ستاد فرماندهی و پادگان آن در شهر رشت، استان گیلان مستقر می‌باشد.
پیشینه شکل‌گیری این یگان به سال ۱۳۶۵ و در خلال جنگ ایران و عراق، تحت عنوان تیپ ۱۰۵ قدس بازمی‌گردد و نخستین فرمانده آن حسین همدانی بود. این یگان در طول جنگ در ۱۱ عملیات شرکت داشت. هم‌اکنون سرتیپ‌دوم پاسدار سبحان تاور فرماندهی لشکر ۱۶ قدس را برعهده دارد.